# Всеволод Татаринов
Всеволод Александрович Татаринов (1900—1981) био је руски и југословенски архитекта. Припада млађој генерацији руских архитеката емиграната који су живели и стварали у Нишу у периоду између два светска рата.

## Школовање
Према подацима Архитектонског факултета у Загребу, Всеволод Александрович Татаринов је један од првих дипломираних студената Техничке високе школе – архитектонски одјел, 1919-1926, како се у то време, када је основан, звао факултет.. Дипломирао је у исто време када и чувени архитекта, пројектант болница, Станко Клиска.

## Пројекти и изведени објекти
Поред зграде Народног позоришта у Нишу која је његово најпознатије архитектонско дело, овај архитекта пројектовао је и Бановинску зграду. Зграда бановинских станова саграђена је 1938. године на углу ул. Ћирила и Методија и ул. Краља С. Првовенчаног, тик уз зграду Суда. Зграда је спратности П+3, пројектована је у духу ране модерне архитектуре.
У неким наводима спомиње се да је Татаринов пројектовао и Зграду копнене војске у Нишу, али те податке треба проверити.

## Одлазак из Југославије
После Другог светског рата, 1951. године, Татаринов са супругом Татјаном и кћерком Зинаидом напушта Југославију и поново одлази у емиграцију. Његова нова дестинација био је Бразил у коме ће остати до своје смрти 1981. године.